# ヴァギナ・デンタタ

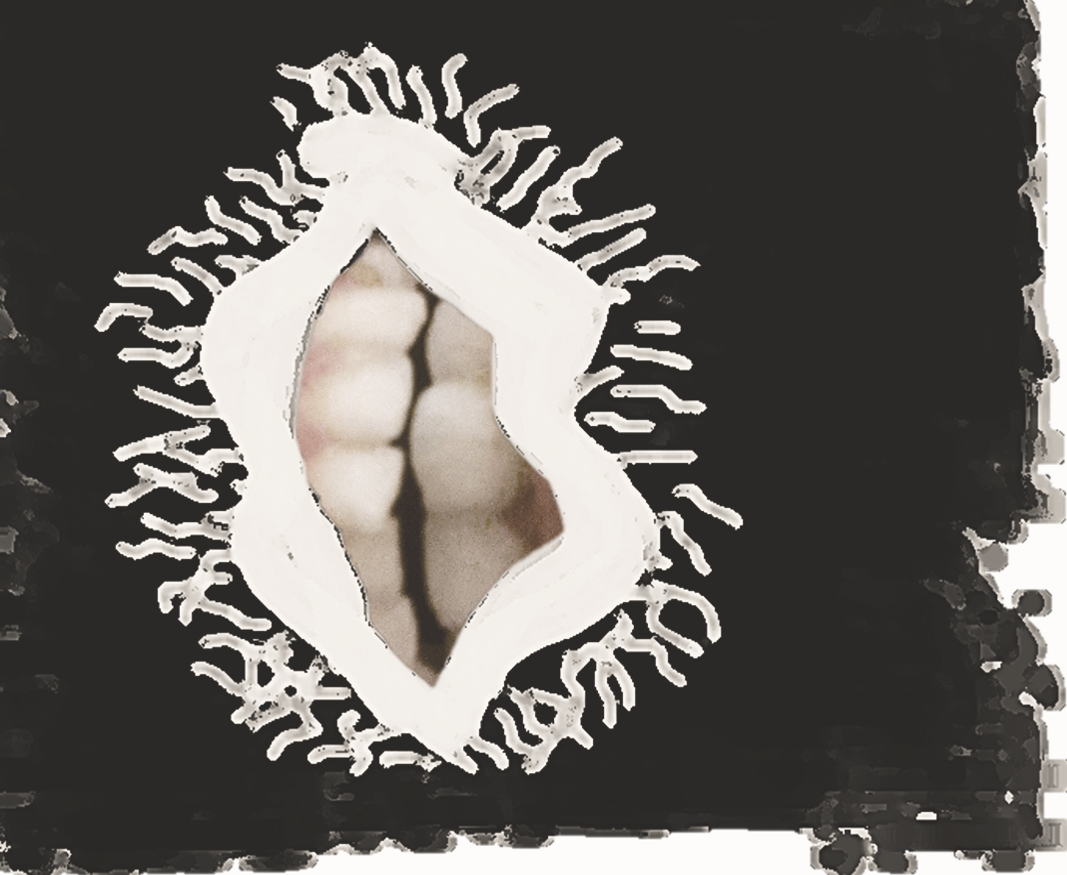
ヴァギナ・デンタタのイメージ画像

ヴァギナ・デンタタ（ウァーギーナ・デンタータ、ラテン語: Vāgīna dentāta）は、ラテン語で「歯の生えた膣」・「歯のある膣」を指す言葉。膣に歯や牙が生えていたり、膣の中に武器があったりする女が、誘惑した男を殺したり男根を食いちぎって去勢したりする民話は世界各地の文化にみられる。「見知らぬ女性との性行為の危険性を訴えたり、強姦をすることを戒めたりといった内容の教訓話」として語られることもある。
「歯の生えた膣」という概念は精神分析学でも重要な意味を持つ。ジークムント・フロイトはヴァギナ・デンタタについて、男性の持つ「去勢不安」（性交の最中に女性に飲み込まれたり、挿入したペニスを去勢されてしまうかも知れないという無意識的な恐怖）に関係していると述べた。またこの恐怖のもとを、膣への入り口である女性器の形やあり様が口のようだと連想されることにあるとする見方もある。

## 神話におけるヴァギナ・デンタタ
ヴァギナ・デンタタは様々な文化における神話にも登場する。心理学者エーリッヒ・ノイマンはこのような神話の一つについて次のように内容を伝えている。「『恐ろしい母親』(Terrible Mother) の膣の中に魚が住んでいた。英雄である男は『恐ろしい母親』と戦って勝ち、その膣の中の魚の歯を折って、彼女をただの女にした。」。
マオリ族やハワイ人などの間に伝えられたポリネシア神話には、マウイという文化英雄が登場する。彼は太平洋の島々や人々を創造した人物であったが、最後に永遠の命を得るため、夜と死の女神ヒネ・ヌイ・テ・ポの中に入って彼女を殺そうとした。しかしオウギビタキたちが笑い出したためヒネ・ヌイ・テ・ポは目を覚まし、体内から出ようとしたマウイは膣の中で砕かれてしまったという。こうしてマウイは最初に死んだ人物となり、人間は永遠の命を得ることはできなくなった。他の神話の中には、英雄が歯を一本だけ残すという内容もある。
スティーブン・J・デュカット (Stephen J. Ducat) は著書 The Wimp Factor の中で、これらの神話は性交が男性に対して与える脅威、すなわち男性器は意気揚々と中へ入ってゆくが、出る時は縮こまって出てゆくことを表しているとする。
玄奘（三蔵法師）の著作『大唐西域記』に羅刹国という羅刹女の国が登場する。日本では東女国（とうじょこく）とも書かれ、後には女護ヶ島伝説とも結びついて、女人島（にょにんじま）・女護国（にょごこく）などとも呼称された。

## 日本での伝承
南方熊楠によれば、アイヌの伝承に、「昔、最上徳内が探検し発見したメノココタンという島の住民は全員女性で、春から秋にかけて陰部に歯が生え、冬には落ちる。最上が「下の口」を検めたところ、刀の鞘に歯形がつく程度の咬力があった」というものがあるという。